# Віднайдений час
«Віднайдений час» («Le Temps retrouvé») — французько-португальсько-італійська кінодрама 1999 року, знята режисером Раулем Руїсом, з Катрін Денев, Еммануель Беар і Венсаном Пересом у головних ролях.

## Сюжет
Марсель Пруст на порозі смерті подумки заново проживає своє життя. Його спогади про дитинство, юність, про рідних, близьких, чужих переплітаються і нашаровуються один на інший. Образи людей із минулого: чарівної Жильберти, улюбленої Альбертини, дивного барона де Шарлю, паризького великосвітського суспільства; повернення до колишніх переживань і відчуттів — це і є Час, втрачений і знову віднайдений.

## У ролях
- Катрін Денев: Одетта де Кресі
- Еммануель Беар: Жільберта
- Венсан Перес: Морель
- Паскаль Грегорі: Сен-Лу
- Марі-Франс Пізьє: мадам Вердюрен
- К'яра Мастроянні: Альбертина
- Аріель Домбасле: мадам де Фарсі
- Едіт Скоб: Оріана де Герман
- Ельза Зільберштейн: Рахель
- Крістіан Вадим: Блок
- Домінік Лабур'є: Мадам Коттар
- Філіп Мор'є-Жену: мсьє Коттар
- Мельвіль Пупо: принц де Фуа
- Матильда Сеньє: Селеста
- Жак П'єльє: Жюп'єн
- Елен Суржер: Франсуаза
- Андре Енгель: літній оповідач
- Жорж Дю Френ: дитина
- Монік Мелінан: бабуся Марселя
- Лоранс Феврі: мати Марселя
- Жан-Франсуа Бальмер: дядько Адольф
- Марчелло Маццарелла: оповідач
- Джон Малкович: барон де Шарлюс
- П'єр Міньяр: оповідач-підліток
- Люсьєн Паскаль: принц Германський
- Жером Прієр: пан Вердюрен
- Бернар Потра: Шарль Сванн
- Ален Роббе-Грілле: Гонкур
- Інгрід Кейвен: російська княжна
- Жан-Клод Джей: герцог Германський
- Каміль Дю Френ: Жільберта в дитинстві
- Ален Ріму: мсьє Бонтемпса
- Ален Гійо: знаменитий декоратор
- Ксав'є Брієр: дворецького Марселя
- Бернар Гарньє: Камбремера
- Монік Кутюр'є: маркіз де Вільпарізіс
- Іза Меркюр: мадам Бонтемпс
- П'єр-Ален Шапюї: дворецький Германтеса
- Жан-Франсуа Лапалю: метрдотель
- Дам'єн Одуль: Гаспар, кухар
- Даніель Ізоппо: менеджер готелю в Бальбеку
- Патріс Жюфф: молодий офіціант у Бальбеку
- Паскаль Токатлян: портьє готелю в Бальбеку
- Марін Дельтерм: друг Мореля
- Жан Баден: чоловік Рашель
- Лоран Швар: Моріс
- Мессауд Хаттау: месьє Леон
- Александр Сульє: Луї, солдат
- Себастьян Лібессар: солдат № 2
- Фабріс Кальс: робітник у будинку Жюп'єна
- Жан-П'єр Аллен: робітник Жюп'єна
- Карл де Міранда: продавець у Жюп'єна
- Ерве Фаллу: пан Редінгот
- Лу: ведучий
- Філіп Лембре: генерал
- Ерік Ванцетта: офіцер
- Розіта Міталь: стара діва
- Таті Вовіль: мати старої дівчини
- Мішель Армін: поважний клієнт у Жюп'єна
- П'єр Віланова: мсьє Рене
- Андре Дельмас: священик у Жюп'єна
- Філіп Гоге: шофер Жюп'єна
- Серж Брінкат: офіціант
- Ян Клаассен: солдат
- Бруно Гійо: солдат
- Еммануель Крепен: солдат
- Франсіс Лепле: службовець
- Ізабель Оруа: мадам де Сент-Еверт
- Жак-Франсуа Целлер: дідусь Марселя
- Серж Декрамер: батько Марселя
- Сюзі Маркіз: стара в будинку Жільберти
- Лор де Клермон-Тоннер: дочка Жильберти
- Жоржетта Бастьєн-Вона: мадам де Марсан
- Рене Маркан: Пан д'Аржанкур
- Летиція Колом-Віалязе: Леа
- Максим Нуріссат: Лео
- Стефан Ле Форестьє: привид
- Ромен Сельє: один з друзів Шарля в
- П'єр Пітру: фотограф
- Александр Буссат: Рене
- Шейла Трубачек: віконтеса Сен-Фіакр
- Бернар Барбере: одноногий чоловік
- Діан Дассіньї: піаністка
- Гійом Шоке: скрипаль
- Ален Дюкло: камердинер дядька Адольфа
- Мануела Морген: читець
- Крістіан Мажіс: сліпий чоловік

## Знімальна група
- Режисер: Рауль Руїс
- Сценарій: Рауль Руїс, Жіль Таран
- Композитор: Хорхе Арріагада
- Художник: Бруно Боже
- Костюми: Габріелла Пескуччі, Кароліна де Вівезе
- Оператор: Рікардо Аронович
- Монтаж: Деніз де Казаб'янка
- Продюсер: Пауло Бранко